# Cella Monte
Cella Monte é uma comuna italiana da região do Piemonte, província de Alexandria, com cerca de 508 habitantes. Estende-se por uma área de 5 km², tendo uma densidade populacional de 102 hab/km². Faz fronteira com Frassinello Monferrato, Ottiglio, Ozzano Monferrato, Rosignano Monferrato, Sala Monferrato.

## Demografia
| Variação demográfica do município entre 1861 e 2011                               |
|                                                                                   |
| Fonte: Istituto Nazionale di Statistica (ISTAT) - Elaboração gráfica da Wikipedia |